# Rudi Fink
Rudi Fink (n. 6 iunie 1958, Cottbus, RDG) este un boxer german, medaliat olimpic. A participat la o ediție a Jocurilor Olimpice (1980) în care a câștigat o medalie de aur.

## Participări
Lista de mai jos prezintă principalele competiții la care a participat Rudi Fink de-a lungul carierei.
- boxing at the 1980 Summer Olympics – featherweight[*]